# Пажишек, Пётр
Пётр Пажишек (пол. Piotr Parzyszek; род. 8 сентября 1993, Торунь, Торуньское воеводство) — польский футболист, нападающий бельгийского клуба «Моленбек]».

## Клубная карьера

### «Де Графсхап»
Пётр Пажишек начал свою карьеру в составе нидерландской команды «Де Графсхап» в 2012 году. В январе 2014 года он получил внимание от нескольких команд, включая «Бенфика», «Вест Хэм Юнайтед» и «Нант». Он сыграл 52 матча в лиге за «Де Графсхап», в котором забил 29 мячей.

### «Чарльтон Атлетик»
30 января 2014 года было объявлено, что Пажишек был продан в «Чарльтон Атлетик». Своё единственное появление за английский клуб 8 февраля 2014 года в матче против «Бирмингем Сити».
3 февраля 2016 года было подтверждено, что Пажишек расторг свой контракт с «красной армией».

### «Сент-Трюйден»
Пётр Пажишек был отдан в аренду летом 2014 года на один сезон в «Сент-Трюйден», где он забил 2 гола в своём дебютном матче.

### «Раннерс»
Летом 2015 года Пажишек был отдан в аренду в «Раннерс» на один сезон.
Арендное соглашение было расторгнуто 1 февраля 2016 года, после того как клуб объявил, что это была собственная просьба Пажишека.

### «Фрозиноне»
29 сентября 2020 года присоединился к итальянскому клубу «Фрозиноне».

### «Погонь» (Щецин)
12 июля 2021 года был отдан в аренду в клуб «Погонь».

### «Леганес»
1 сентября 2022 года испанский клуб «Леганес» объявил о подписании двухлетнего контракта с Пажишеком. 19 июня следующего года, всего после девяти матчей в чемпионате, он расторг контракт с клубом.

### «Эммен»
13 июля 2023 года Пажишек вернулся в нидерландский футбол, подписав с командой «Эммен» однолетний контракт с возможностью продления.

### «Моленбек»
3 июля 2024 года присоединился к бельгийскому клубу «Моленбек», подписав однолетний контракт с опцией продления ещё на код.

## Клубная статистика
| Клуб                  | Сезон      | Лига            | Лига  | Лига | Кубок | Кубок | Континентальный | Континентальный | Другое | Другое | Итог  | Итог |
| Клуб                  | Сезон      | Дивизион        | Матчи | Голы | Матчи | Голы  | Матчи           | Голы            | Матчи  | Голы   | Матчи | Голы |
| --------------------- | ---------- | --------------- | ----- | ---- | ----- | ----- | --------------- | --------------- | ------ | ------ | ----- | ---- |
| Де Графсхап           | 2012/13    | Первый дивизион | 32    | 13   | 0     | 0     | —               | —               | —      | —      | 32    | 13   |
| Де Графсхап           | 2013/14    | Первый дивизион | 20    | 16   | 1     | 0     | —               | —               | —      | —      | 21    | 16   |
| Де Графсхап           | Итог       | Итог            | 52    | 29   | 1     | 0     | —               | —               | —      | —      | 53    | 29   |
| Чарльтон Атлетик      | 2013/14    | Чемпионшип      | 1     | 0    | 0     | 0     | —               | —               | —      | —      | 1     | 0    |
| Сент-Трюйден (аренда) | 2014/15    | Второй дивизион | 31    | 11   | 1     | 0     | —               | —               | —      | —      | 32    | 11   |
| Раннерс (аренда)      | 2015/16    | Суперлига       | 8     | 1    | 2     | 2     | —               | —               | —      | —      | 10    | 3    |
| Де Графсхап           | 2015/16    | Эредивизи       | 12    | 3    | —     | —     | —               | —               | —      | —      | 12    | 3    |
| Де Графсхап           | 2016/17    | Первый дивизион | 38    | 25   | 1     | 0     | —               | —               | —      | —      | 39    | 25   |
| Де Графсхап           | Итог       | Итог            | 50    | 28   | 1     | 0     | —               | —               | —      | —      | 51    | 28   |
| ПЕК Зволле            | 2017/18    | Эредивизи       | 23    | 5    | 2     | 1     | —               | —               | —      | —      | 25    | 6    |
| Пяст                  | 2018/19    | Экстракласса    | 33    | 9    | 1     | 0     | —               | —               | —      | —      | 34    | 9    |
| Пяст                  | 2019/20    | Экстракласса    | 37    | 12   | 1     | 0     | 4               | 1               | 1      | 0      | 43    | 13   |
| Пяст                  | 2020/21    | Экстракласса    | 4     | 0    | 1     | 1     | 3               | 0               | —      | —      | 8     | 1    |
| Пяст                  | Итог       | Итог            | 74    | 21   | 3     | 1     | 7               | 1               | 1      | 0      | 85    | 23   |
| Фрозиноне             | 2020/21    | Серия B         | 28    | 5    | 0     | 0     | —               | —               | —      | —      | 28    | 5    |
| Общий итог            | Общий итог | Общий итог      | 267   | 100  | 10    | 4     | 7               | 1               | 1      | 0      | 285   | 105  |

## Достижения

### «Пяст»
- Чемпион Польши: 2018/19